# Joyce Taylor
Joyce Taylor (* 14. September 1937 als Joyce Crowder in Taylorville, Illinois; † 2024 in Fort Collins, Colorado) war eine US-amerikanische Schauspielerin.

## Leben
Taylor erhielt in den 1950er Jahren einen Filmvertrag bei RKO Pictures. Sie hatte während ihrer siebenjährigen Vertragsbindung jedoch nur eine einzige Filmrolle bei RKO, in Fritz Langs Kriminalfilm Jenseits allen Zweifels. Nach dem Vertragsende bei RKO spielte sie zunächst Gastrollen in einigen Fernsehserien wie 77 Sunset Strip, Abenteuer unter Wasser und Lawman. Zudem hatte sie zwischen 1959 und 1960 eine wiederkehrende Rolle in der Serie Menschen im Weltraum. Ihre Filmkarriere setzte sie 1959 an der Seite von James Stewart und Vera Miles in der Warner Bros.-Produktion Geheimagent des FBI fort. 1961 spielte sie die weibliche Hauptrolle in Feuersturm, es folgten weitere Hauptrollen in Atlantis, der verlorene Kontinent sowie Die Schönheit und das Ungeheuer, einer Literaturverfilmung des Volksmärchens Die Schöne und das Biest. Eine letzte große Filmrolle hatte sie 1963 an der Seite von Vincent Price im Horrorfilm Das Gift des Bösen, danach wurde es ruhiger um sie. Ihren letzten Filmauftritt hatte sie 1971 in The Windsplitter, danach zog sie sich ins Privatleben zurück.
Sie starb 2024 im Alter von 87 Jahren unter dem Namen Joyce Taylor Hinnant, den sie von ihrem Ehemann angenommen hatte.

## Filmografie (Auswahl)

### Film
- 1956: Jenseits allen Zweifels (Beyond a Reasonable Doubt)
- 1959: Geheimagent des FBI (The FBI Story)
- 1961: Feuersturm (Ring of Fire)
- 1961: Atlantis, der verlorene Kontinent (Atlantis, the Lost Continent)
- 1962: Die Schönheit und das Ungeheuer (Beauty and the Beast)
- 1963: Kennwort Kätzchen (13 Frightened Girls)
- 1963: Das Gift des Bösen (Twice-Told Tales)
- 1964: Agent auf Kanal D (To Trap a Spy)
- 1971: The Windsplitter

### Fernsehen
- 1958: Suspicion (Folge 1x31)
- 1958: The Real McCoys (Folge 2x04)
- 1958: 77 Sunset Strip (2 Folgen)
- 1958–1959: The Adventures of Ozzie and Harriet (6 Folgen)
- 1959: Lawman (Folge 1x18)
- 1959: Abenteuer unter Wasser (Sea Hunt, 3 Folgen)
- 1959: Anwalt der Gerechtigkeit (Lock-Up, Folge 1x02)
- 1959–1960: Menschen im Weltraum (Men Into Space, 8 Folgen)
- 1960: Die Unbestechlichen (The Untouchables, Folge 2x05 Das Kainszeichen)
- 1960: Bat Masterson (Folge 2x21)
- 1962: Bonanza (Folge 4x07 Etwas mehr als Politik)
- 1964: Solo für O.N.C.E.L. (The Man from U.N.C.L.E., Folge 1x01)
- 1964/1965: Der kleine Vagabund (The Littlest Hobo, 2 Folgen)
- 1967: Der Strafverteidiger (Judd, for the Defense, Folge 1x03)